# Status związku
Status związku – brytyjski serial telewizyjny (komedia) wyprodukowany przez See-Saw Films, którego twórcą jest  Nick Hornby. Serial był emitowany od 6 maja do 17 maja 2019 roku przez Sundance TV, natomiast w Polsce serial był udostępniony od 6 maja do 11 maja 2019 roku przez HBO GO.

## Fabuła
Serial opowiada o losach małżeństwa Louise i Tomie, którzy spotykają się w pubie przed cotygodniową terapią małżeńską.

## Obsada
- Rosamund Pike jako Louise[4]
- Chris O'Dowd jako Tom[4]

## Odcinki
| Nr | Tytuł            | Reżyseria      | Scenariusz  | Premiera w Sundance TV | Premiera w HBO GO |
| -- | ---------------- | -------------- | ----------- | ---------------------- | ----------------- |
| 1  | Marathon         | Stephen Frears | Nick Hornby | 6 maja 2019            | 7 maja 2019       |
| 2  | Antique Globes   | Stephen Frears | Nick Hornby | 7 maja 2019            | 7 maja 2019       |
| 3  | Syria            | Stephen Frears | Nick Hornby | 8 maja 2019            | 8 maja 2019       |
| 4  | Plaster Cast     | Stephen Frears | Nick Hornby | 9 maja 2019            | 8 maja 2019       |
| 5  | Normal Slope     | Stephen Frears | Nick Hornby | 10 maja 2019           | 9 maja 2019       |
| 6  | Nigel and Naomi  | Stephen Frears | Nick Hornby | 13 maja 2019           | 9 maja 2019       |
| 7  | Call the Midwife | Stephen Frears | Nick Hornby | 14 maja 2019           | 9 maja 2019       |
| 8  | Dolphins         | Stephen Frears | Nick Hornby | 15 maja 2019           | 10 maja 2019      |
| 9  | Prison Sex       | Stephen Frears | Nick Hornby | 16 maja 2019           | 11 maja 2019      |
| 10 | Another Drink    | Stephen Frears | Nick Hornby | 17 maja 2019           | 11 maja 2019      |

## Produkcja
13 lipca 2018 roku Sundance TV zamówiła pierwszy sezon serialu.